# كبسلة دقيقة
الكبسلة الدقيقة (بالإنجليزية: Micro-encapsulation) هي العملية التي يتم فيها تطويق الجزيئات أو القطرات الصغيرة بواسطة طلاء لإعطاء كبسولات صغيرة تحتوي على العديد من الخصائص المفيدة. وفي شكل مبسط نسبيًا، فإن الكبسولة الدقيقة هي جسم كروي صغير به جدار موحد حوله. ويُشار إلى المواد الموجودة داخل الكبسولة الدقيقة باسم اللب أو المرحلة الداخلية أو الحشو، في حين يُسمى الجدار في بعض الأحيان باسم القشرة أو الطلاء أو الغشاء. ومعظم الكبسولات الدقيقة بها أقطار تتراوح بين بضعة ميكرومترات وبضعة ميللمترات.
وتم توسيع نطاق التعريف ليشمل معظم الأطعمة. وتم تغليف (كبسلة) كل فئة من المكونات الغذائية؛ وتُعتبر التوابل هي الأكثر شيوعًا. وتعتمد تقنية الكبسلة الدقيقة على الخصائص الفيزيائية والكيميائية للمواد المطلوب تغليفها.
ومع ذلك، تحمل الكثير من الكبسولات الدقيقة شبهًا بسيطًا لهذه الكرات الصغيرة. قد يكون اللب بلوريًا أو جسيمًا ممتزًا خشنًا أو مستحلب أو مستعلقًا من المواد الصلبة أو مستعلقًا لكبسولات دقيقة أصغر حجمًا. وقد تحتوي الكبسولة الدقيقة على جدران متعددة.

## أسباب الكبسلة
أسباب الكبسلة الدقيقة لا تُعد ولا تُحصى. في بعض الحالات، يجب أن يكون اللب معزولاً عن محيطه، كما هو الحال في عزل الفيتامينات عن الآثار الضارة للأكسجين أو تثبيط التبخر للب القابل للتطاير، وتحسين التعامل مع خصائص المواد اللزجة أو عزل اللب النشط عن الهجوم الكيماوي. وفي حالات أخرى، لا يكون الهدف هو عزل اللب كليًا، ولكن التحكم في المعدل الذي يترك عنده الكبسولة الدقيقة، كما هو الحال في الإطلاق الخاضع للتحكم للأدوية أو المبيدات. وقد تكون المشكلة بسيطة كبساطة إخفاء طعم أو رائحة اللب، أو معقدة مثل تعقيد زيادة انتقائية الامتزاز أو عملية الاستخلاص.

## تقنيات تصنيع الكبسولات الدقيقة

### الوسائل الفيزيائية

#### الطلاء بالمقلاة
تعد عملية الطلاء بالمقلاة، التي تُستخدم على نطاق واسع في صناعة الأدوية، من بين أقدم الإجراءات الصناعية لتكوين الجسيمات أو الأقراص الصغيرة المغلفة. ويتم وضع الجسيمات في مقلاة أو جهاز آخر في حين يتم تطبيق مادة الطلاء ببطء.

#### الطلاء بالتعليق الهوائي
يتيح الطلاء بالتعليق الهوائي، الذي تم وصفه لأول مرة من قِبل البروفيسور ديل إي فورستر في جامعة ويسكونسن عام 1959، تحكمًا ومرونة محسنة مقارنة بالطلاء بالمقلاة. وفي هذه العملية، يتم تفريق المواد الأساسية للجسيمات، التي تكون صلبة، في المجرى الهوائي الداعم، ويتم طلاء هذه الجزيئات المعلقة بمادة البوليمر في مذيبات متطايرة تترك طبقة رقيقة جدًا من البوليمر عليها. ويتم تكرار هذه العملية عدة مئات من المرات حتى يتم الحصول على المعلمات المطلوبة مثل سمك الطلاء وما إلى ذلك. كما يساعد المجرى الهوائي الذي يدعم الجسيمات على تجفيف هذه الجسميات، ويكون معدل التجفيف متناسبًا تناسبًا طرديًا مع درجة حرارة المجرى الهوائي الذي يمكن تعديله للتأثير على خصائص الطلاء.
وتتأثر إعادة توزيع الجسيمات في منطقة الطلاء بتصميم الغرفة والمعلمات التشغيلية الخاصة بها. ويتم ترتيب غرفة الطلاء بحيث تمر الجسيمات صعودًا من خلال منطقة الطلاء ثم التشتت في مجرى هوائي أبطأ في الحركة والغوص إلى قاعدة غرفة الطلاء، وتكرار المرور من خلال منطقة الطلاء حتى يتم الحصول على سمك الطلاء المطلوب.

## وصلات خارجية
- Southwest Research Institute
- Journal of Microencapsulation
- Electron microphotographs of microcapsules at carbonless paper
- International Microencapsulation Society
- BRACE GmbH - Background Articles about vibrational drip casting
- Bioencapsulation Research Group
- http://www.feyecon.com
- Fraunhofer Technology Platform Microencapsulation
- Example of perfumed microcapsules - Explanatory Video